# Cornelia Reiher
Cornelia Reiher (* 1978 in Erfurt) ist eine deutsche Japanologin.

## Leben
Von 1997 bis 2003 studierte Reiher Japanologie, Politikwissenschaft, Kommunikationswissenschaft sowie Deutsch als Fremdsprache an der FU Berlin und an der Universität Leipzig. Ab 2004 war sie für zwei Jahre im Rahmen der Koordination des JET-Programms, eines japanischen Austausch- und Unterrichtsprogramms, in Arita in der Präfektur Saga tätig.
Zurück in Deutschland, wurde sie im Jahr 2012 an der Universität in Leipzig promoviert. Ab 2011 arbeitete sie zudem als wissenschaftliche Mitarbeiterin am Institut für Politikwissenschaft und Japanologie der Universität Halle-Wittenberg. 2014 wechselte sie an die FU Berlin, wo sie 2020 Professorin für Japanologie (Gesellschaft) wurde.
In ihrer Forschung beschäftigt sich Reiher z. B. mit Fragen der Lebensmittelsicherheit in Japan und Ostasien, mit der Stadt-Land-Migration in Japan und Programmen, die die Rückkehr ins ländliche Japan fördern, aber auch mit dem Wandel der japanischen Küche in Berlin vor dem Hintergrund von Globalisierung, Migration und veränderten Lebensstilen.

## Schriften (Auswahl)

### Monografien
- Identitätsdiskurse im ländlichen Japan : Aritas Keramikbranche in globalen Kontexten. Leipzig, Univ., Diss., 2012.
- Lokale Identität und ländliche Revitalisierung. Die japanische Keramikstadt Arita und die Grenzen der Globalisierung, Transcript Verlag Bielefeld 2014 (Dissertation), ISBN 3-8376-2596-6.
- Kompetenzzentrum Verbraucherforschung NRW (Hrsg.): (Ver-)Handlungsspielräume gegen genetisch veränderte Lebensmittel: die transnationale Vernetzung japanischer Verbraucherorganisationen. 2017, doi:10.15501/978-3-86336-916-3_9, urn:nbn:de:0168-ssoar-56526-2.

### Herausgeberschaften
- mit Sarah Ruth Sippel (Hg.): Umkämpftes Essen. Produktion, Handel und Konsum von Lebensmitteln in globalen Kontexten. Göttingen 2015, ISBN 3-525-30170-7.
- mit Nora Kottmann (Hg.):  Studying Japan. Handbook of research designs, fieldwork and methods. Baden-Baden 2020, ISBN 3-8487-5085-6.